# Hipparchia falsasemele
Hipparchia falsasemele är en fjärilsart som beskrevs av Gomez-bustillo 1980. Hipparchia falsasemele ingår i släktet Hipparchia och familjen praktfjärilar. Inga underarter finns listade i Catalogue of Life.